# Enrique Martí Maqueda
Enrique Martí Maqueda (Madrid, 16 d'abril de 1935) és un realitzador de televisió espanyol, llicenciat en Ciències de la Informació per la Universitat Complutense de Madrid.

## Biografia
Després d'iniciar estudis de dret el 1953, comença el seu contacte amb els mitjans de comunicació en presentar-se al concurs de locutors El Micrófono de Plata, de Radio España, encara que retiraria la seva participació abans d'arribar a la fase final. Malgrat això, poc després, és contractat per l'emissora, on comença la seva singladura professional.
Debuta en televisió el 1957 presentant el programa El futuro ha comenzado, al que seguirien Estadio galerías (1960) i Quién dice la verdad.
Iniciada la dècada de 1960, passa a l'altre costat de la càmera. Després de completar la seva formació com a realitzador a Nova York (1964), torna a TVE per posar-se al capdavant de programes com a Cancionero o Musical.
A Radio Madrid (Cadena SER) va realitzar diversos programes. El més significatiu va ser Radio Madrid Madrugada, on a les seves ordres van treballar Manolo Alcalá i Joaquín Prat. A partir d'aquest moment comença a consagrar-se com un dels principals realitzadors del panorama televisiu espanyol, amb espais molt recordats com a Salto a la fama (1964-1965), amb José Luis Barcelona, Musical 14'05 (1965-1967), Antena Infantil (1965), amb Los Chiripitifláuticos, Con acento (1968), amb Manuel Martín Ferrand o Los hombres saben, los pueblos marchan (1969-1970), amb Joaquín Soler Serrano.
Després d'una absència de cinc anys torna en amb el musical La hora de... (1975) i la comèdia Pili, secretaria ideal (1975), amb José María Prada i Elena María Tejeiro.
Un any més tard aconsegueix atreure l'atenció del públic amb un programa de varietats per a la nit dels dissabtes, titulat Palmarés, que llançaria a la fama a la seva llavors desconeguda presentadora: Bárbara Rey, després substituïda per Pilar Velázquez.
Un any més tard dirigia i signava els guions de la pel·lícula del destape espanyol Me siento extraña, que va protagonitzar la mateixa Bárbara Rey i Rocío Dúrcal.
Entre 1977 i 1983 va realitzar l'espai 300 millones, emès per a tots els països de parla hispana. Precisament en aquella època, al novembre de 1978, va rebre una carta bomba feta explotar per les forces de seguretat i remesa per un aspirant cantant que pretenia actuar a 300 millones.
Després d'uns anys apartat del mitjà, va tornar el 1988 amb l'espai musical Contigo, presentat per Heter Parisi i Norma Duval acompanyades per Pedro Rollán debutant en televisió José Manuel Parada i Loles León entre altres.
A la fi de la dècada de 1990 va passar a dirigir La Espuela a Radio España de Madrid i a l'agost de 1998 va ser contractat com a director general de la televisió local del municipi de Marbella. Sis mesos més tard va acabar la seva estada en aquesta televisió local per desacords amb l'equip de Jesús Gil y Gil al capdavant del consistori de Marbella.
El 2007 va reaparèixer per sorpresa a l'espai de crònica rosa A tres bandas d'Antena 3, amb Jaime Cantizano i María Patiño, amb motiu de la polèmica generada per les seves declaracions sobre la vida privada de Bárbara Rey. Martí va afirmar que la seva antiga companya "va mantenir relacions sexuals amb empresaris benestants, directors de teatre i companys de professió per interès", i que quan ell era realitzador del programa de Televisió Espanyola Palmarés i ella la seva presentadora, Rey li havia arribat a consultar si "existia la possibilitat de posposar el dia d'enregistrament, perquè havia de veure's amb un home que estava disposat a pagar-li 300.000 pessetes per la seva companyia".
Des del 2009 va simultanejar els papers de presentador-moderador i pugnaç opinante en dos programes de la televisió local d'Ourense Telemiño: En portada i Punto crítico, on va ser substituït al capdavant del segon programa el 2010.
El setembre del 2012 s'anuncià que seria cap de llista per la circumscripció d'Ourense de la formació política de Mario Conde, a les eleccions al Parlament de Galícia d'aquell any.
Des del 2012 és director i presentador de programes culturals de Telemiño, com Leer es un placer i Talleres.
Va estar unit sentimentalment a l'actriu Paca Gabaldón.